# فرودگاه شهرستان لوئیزتون – نزپرس
فرودگاه شهرستان لوئیزتون - نزپرس (به انگلیسی: Lewiston – Nez Perce County Airport) یک فرودگاه همگانی با کد یاتا LWS است که یک باند فرود آسفالت دارد و طول باند آن ۱۹۸۵ متر است. این فرودگاه در کشور ایالات متحده آمریکا قرار دارد و در ارتفاع ۴۳۸٫۳ متری از سطح دریا واقع شده است.